# Echthronomas philippinensis
Echthronomas philippinensis är en stekelart som beskrevs av Gupta 1980. Echthronomas philippinensis ingår i släktet Echthronomas och familjen brokparasitsteklar. Inga underarter finns listade i Catalogue of Life.